# Iseilema membranaceum
Iseilema membranaceum là một loài thực vật có hoa trong họ Hòa thảo. Loài này được (Lindl.) Domin mô tả khoa học đầu tiên năm 1915.